# Jaffrey (CDP)
Jaffrey CDP ist ein Census-designated place (CDP) in der Town of Jaffrey im Cheshire County im US-Bundesstaat New Hampshire. Die Volkszählung von 2020 erfasste 3.058 Einwohner. Der CDP wurde im Jahr 2002 erstmals vom Census definiert. In ihm liegt der Kernort der Town of Jaffrey.

## Lage
Der Ort liegt bei den Koordinaten 42° 48' 43.60" Nord und 72° 1' 25.06" West auf einer Höhe von 306 Metern über dem Meeresspiegel am Contoocook River. Die 9,1 km² große Fläche des Gebietes setzt sich zusammen aus 8,8 km² Land- und 0,3 km² Wasserfläche. Durch den Ort führt die US-202, die von der New Hampshire Route NH-124 gekreuzt wird. Die NH-137 führt von Jaffrey nach Hancock im Norden.